# John Emery (acteur)
Pour les articles homonymes, voir John Emery et Emery.
John Emery est un acteur américain, né le 20 mai 1905 à New York (État de New York), ville où il est mort le 16 novembre 1964.

## Biographie
John Emery commence sa carrière d'acteur au théâtre et joue notamment à Broadway (New York) entre 1934 et 1960. En particulier, il y interprète trois pièces de William Shakespeare, Roméo et Juliette (1934-1935), avec Basil Rathbone et Katharine Cornell dans les rôles-titre, Hamlet (1936), avec John Gielgud dans le rôle-titre, Judith Anderson et Lillian Gish, et enfin Antoine et Cléopâtre (1937), avec Conway Tearle et Tallulah Bankhead dans les rôles-titre. Notons ici qu'il épouse cette dernière la même année 1937, mais divorce en 1941.
Toujours à Broadway, citons également Liliom de Ferenc Molnár (1940), avec Burgess Meredith dans le rôle-titre et Ingrid Bergman. Son avant-dernière pièce sur les planches new-yorkaises est une adaptation de L'Hôtel du libre échange de Georges Feydeau et Maurice Desvallières (1957), avec Bert Lahr et Angela Lansbury.
Au cinéma, John Emery contribue à seulement vingt-neuf films américains, le premier sorti en 1937. Mentionnons Mademoiselle Fifi de Robert Wise (1944, avec Simone Simon et Kurt Kreuger), La Maison du docteur Edwardes d'Alfred Hitchcock (1945, avec Ingrid Bergman et Gregory Peck), Jeanne d'Arc de Victor Fleming (1948, avec Ingrid Bergman dans le rôle-titre et Francis L. Sullivan), ou encore La Blonde et moi de Frank Tashlin (1956, avec Tom Ewell et Jayne Mansfield).
Son dernier film est Youngblood Hawke de Delmer Daves (avec James Franciscus dans le rôle-titre et Suzanne Pleshette), sorti le 4 novembre 1964, moins de deux semaines avant sa mort prématurée d'un cancer.
Pour la télévision, John Emery collabore entre 1951 et 1962 à dix-neuf séries. Ses trois dernières sont Alfred Hitchcock présente (un épisode, 1961), Échec et mat (deux épisodes, 1961-1962) et La Grande Caravane (un épisode, 1962).

## Théâtre (sélection)
(à Broadway, sauf mention contraire)
- 1934 : John Brown de Ronald Gow, mise en scène de George Abbott, avec Alma Kruger, Ernest Whitman, George Abbott
- 1934-1935 : Roméo et Juliette (Romeo and Juliet) de William Shakespeare, avec Brian Aherne, Katharine Cornell, Edith Evans, George Macready, Moroni Olsen, Basil Rathbone, Charles Waldron, Orson Welles
- 1935 : The Barretts of Wimpole Street de Rudolf Besier, production de Katharine Cornell, avec Brian Aherne, Katharine Cornell, Margalo Gillmore, Burgess Meredith, Moroni Olsen, Charles Waldron (adaptée au cinéma en 1934)
- 1935 : Flowers of the Forest de John Van Druten, production de Katharine Cornell, avec Margalo Gillmore, Burgess Meredith, Charles Waldron, Katharine Cornell
- 1935-1936 : Parnell d'Elsie Schauffler
- 1936 : Alice Takat de Dezső Szomory, adaptation de José Ruben, avec Mady Christians, Lloyd Gough
- 1936 : Sweet Aloes de Jay Mallory, mise en scène de Tyrone Guthrie, avec Charles Bryant, Rex Harrison

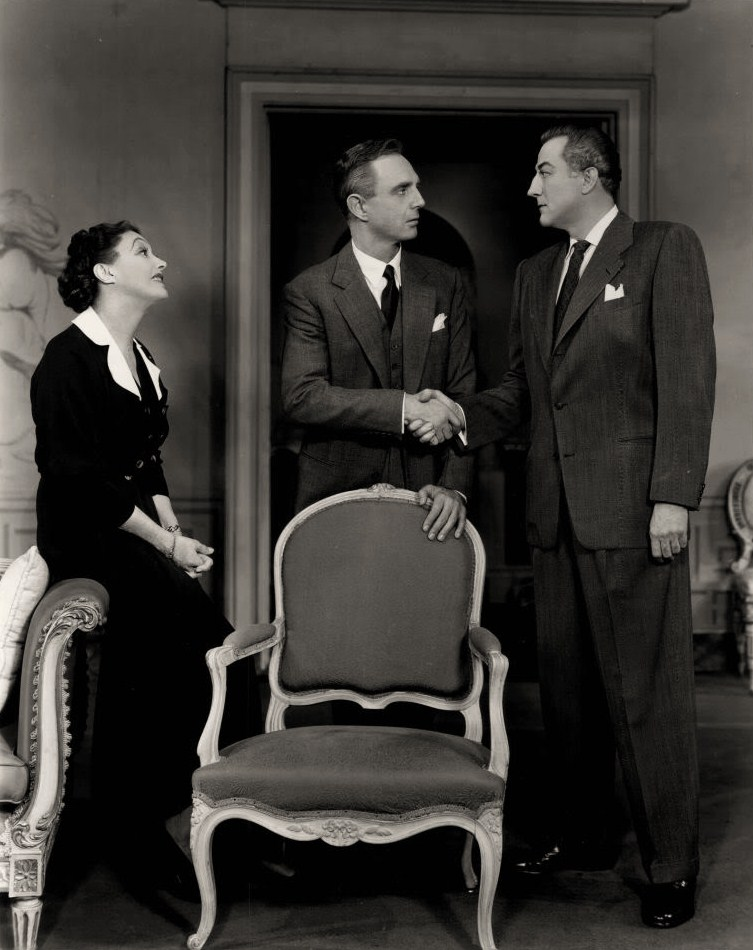
Avec Katharine Cornell et Robert Flemyng (au centre), dans The Constant Wife (Chicago, 1953)

- 1936 : Parnell d'Elsie Schauffler, reprise, avec Dennis King
- 1936 : Hamlet de William Shakespeare, avec Judith Anderson, Arthur Byron, John Gielgud, Lillian Gish, Ivan Triesault
- 1937 : Antoine et Cléopâtre (Antony and Cleopatra) de William Shakespeare, musique de scène de Virgil Thomson, avec Tallulah Bankhead, Thomas Chalmers, Conway Tearle
- 1938 : Save Me the Waltz de Katharine Dayton, avec Leo G. Carroll, Mady Christians, Laura Hope Crews, George Macready, Jane Wyatt
- 1940 : The Unconquered d'Ayn Rand, production et mise en scène de George Abbott, avec Howard Freeman, Dean Jagger
- 1940 : Liliom de Ferenc Molnár, adaptation de Benjamin Glazer, avec Ingrid Bergman, Howard Freeman, Elia Kazan, Burgess Meredith
- 1940-1941 : Retreat to Pleasure d'Irwin Shaw, avec Hume Cronyn, Leif Erickson, Ruth Nelson
- 1942-1943 : Angel Street de Patrick Hamilton, avec Leo G. Carroll
- 1944 : Peepshow d'Ernest Pascal, mise en scène de David Burton, avec David Wayne
- 1950 : La Rechute ou la Vertu en danger (The Relapse) de John Vanbrugh
- 1951 : The Royal Family d'Edna Ferber et George S. Kaufman, mise en scène de Richard Whorf, avec Olive Blakeney, J. Edward Bromberg, Ossie Davis, Ruth Hussey
- 1951-1952 : The Constant Wife de William Somerset Maugham, production de Katharine Cornell, avec Brian Aherne, Katharine Cornell
- 1953 : The Constant Wife de William Somerset Maugham, reprise, avec Katharine Cornell, Robert Flemyng (à Chicago)
- 1954-1955 : Anastasia de Marcelle Maurette, adaptation de Guy Bolton, avec Cathleen Nesbitt (adaptée au cinéma en 1956)
- 1957 : L'Hôtel du libre échange (Hotel Paradiso) de Georges Feydeau et Maurice Desvallières, adaptation et mise en scène de Peter Glenville, avec Bert Lahr, Angela Lansbury
- 1960 : Rape of the Belt de Benn W. Levy, musique de scène de Sol Kaplan, avec Philip Bosco, Constance Cummings, Peggy Wood

## Filmographie

### Au cinéma

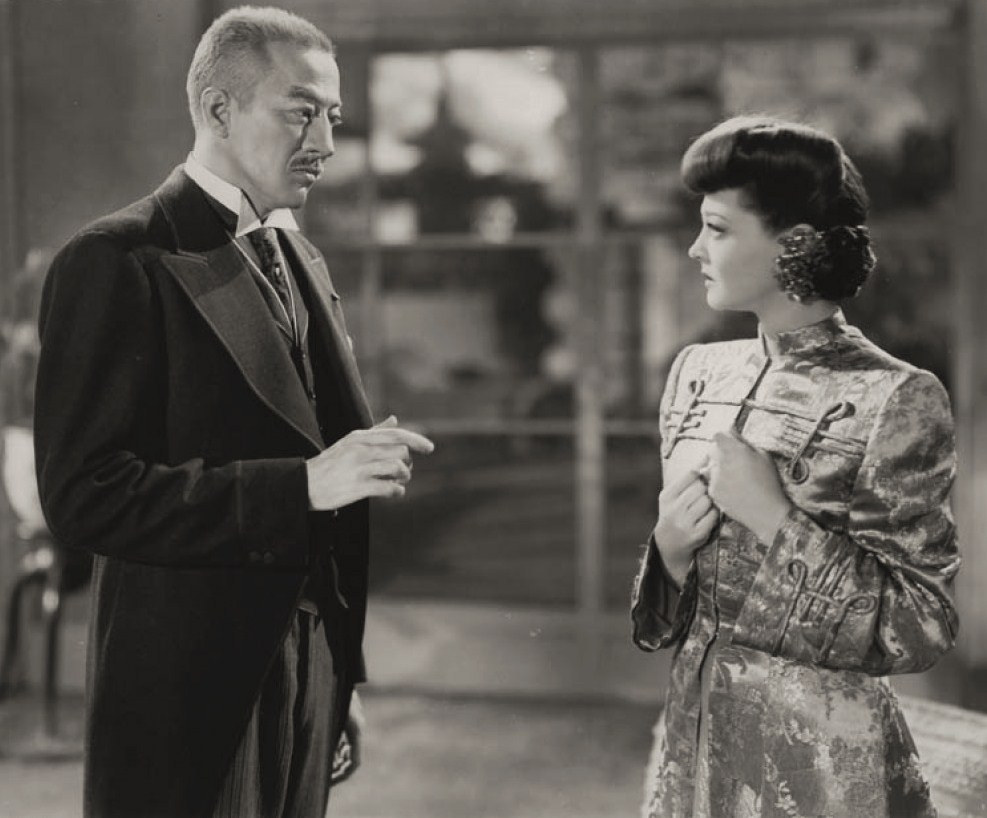
Avec Sylvia Sidney, dans Du sang dans le soleil (1945)

- 1937 : Après (The Road Back) de James Whale
- 1941 : Le Défunt récalcitrant (Here Comes Mr. Jordan) d'Alexander Hall
- 1941 : Vendetta (The Corsican Brothers) de Gregory Ratoff
- 1942 : Les Yeux dans les ténèbres (Eyes in the Night) de Fred Zinnemann
- 1942 : Two Yanks in Trinidad de Gregory Ratoff
- 1942 : La Maison de mes rêves (George Washington Slept Here) de William Keighley
- 1942 : Croisière mouvementée (Ship Ahoy) d'Edward Buzzell
- 1943 : Un commando en Bretagne (Assignment in Brittany) de Jack Conway
- 1944 : Mademoiselle Fifi de Robert Wise
- 1945 : Du sang dans le soleil (Blood on the Sun) de Frank Lloyd
- 1945 : La Maison du docteur Edwardes (Spellbound) d'Alfred Hitchcock
- 1945 : Pavillon noir (The Spanish Main) de Frank Borzage
- 1947 : L'Aventure à deux (The Voice of the Turtle) d'Irving Rapper
- 1948 : Let's Live Again d'Herbert I. Leeds
- 1948 : Jeanne d'Arc (Joan of Arc) de Victor Fleming
- 1948 : The Gay Intruders de Ray McCarey
- 1948 : La Femme en blanc (The Woman in White) de Peter Godfrey
- 1950 : La Femme sans loi (Frenchie) de Louis King
- 1950 : Dakota Lil de Lesley Selander
- 1950 : Vingt-quatre heures chez les Martiens (Rocketship X-M) de Kurt Neumann
- 1951 : Joe Palooka in Triple Cross de Reginald Le Borg
- 1951 : Double Crossbones de Charles Barton
- 1954 : Le tueur porte un masque (The Mad Magician) de John Brahm
- 1955 : Ville sans loi (A Lawless Street) de Joseph H. Lewis
- 1956 : La Blonde et moi (The Girl Can't Help It) de Frank Tashlin
- 1956 : Son ange gardien (Forever, Darling) d'Alexander Hall
- 1957 : Kronos de Kurt Neumann : Dr Hubbell Eliot
- 1958 : 10, rue Frederick de Philip Dunne
- 1964 : Youngblood Hawke de Delmer Daves

### À la télévision (sélection)
(séries)
- 1961 : Alfred Hitchcock présente (Alfred Hitchcock Presents)
  - Saison 6, épisode 34 Servant Problem
- 1961-1962 : Échec et mat (Checkmate)
  - Saison 1, épisode 29 Dance of Death (1961) de Paul Stewart
  - Saison 2, épisode 18 The Sound of Nervous Laughter (1962) de Paul Stewart
- 1962 : La Grande Caravane (Wagon Train)
  - Saison 5, épisode 37 The Heather Mahoney Story